# Michael Wessing
Michael Thomas Maria Wessing (Recklinghausen, 29 agosto 1952 – Osnabrück, 7 maggio 2019) è stato un giavellottista tedesco.

## Palmarès

### Europei
- 1 medaglia:
  - 1 oro (Praga 1978)